# Negro Lloma

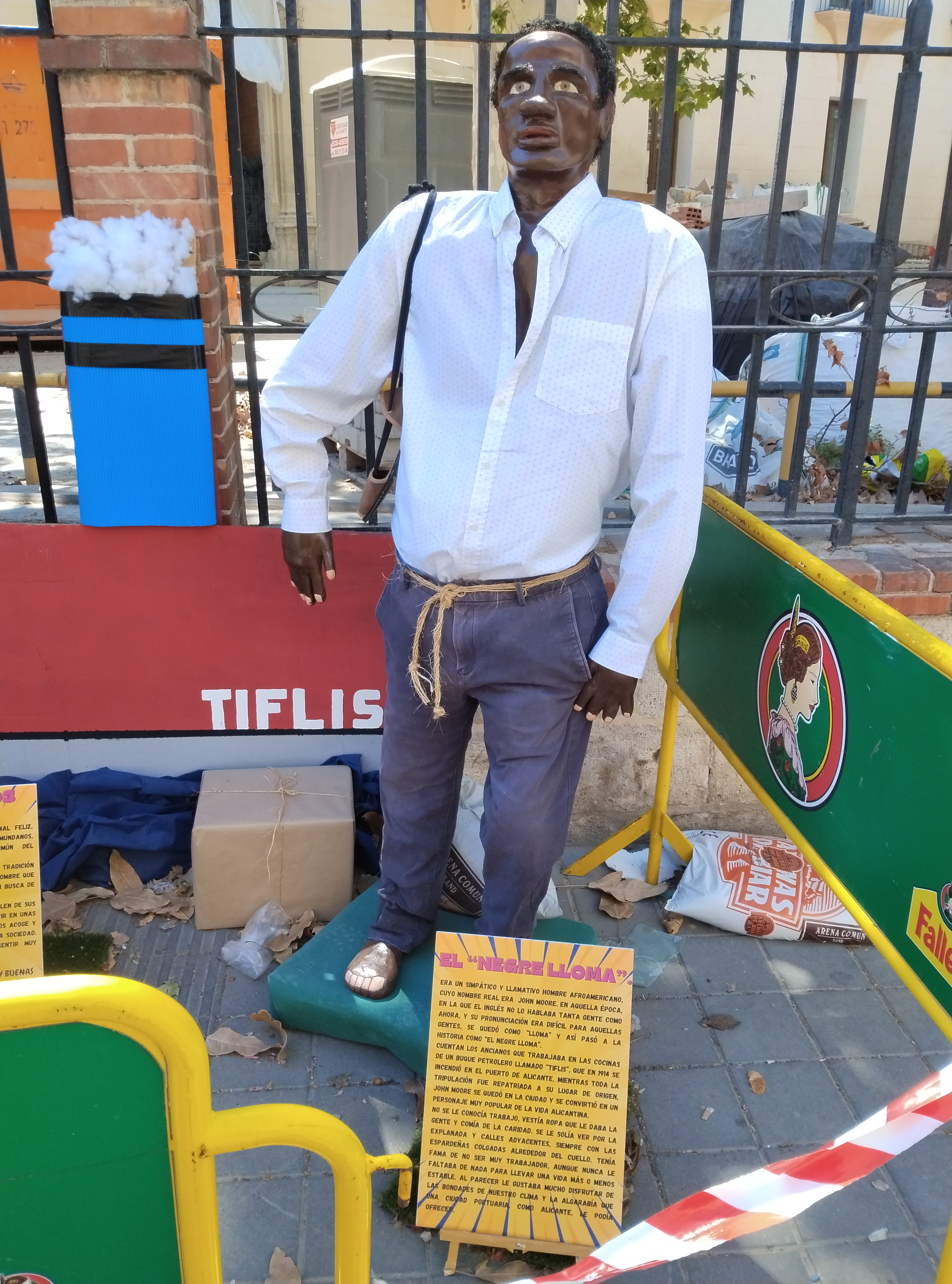
Ninot del Negro Lloma en las Hogueras de San Juan de Alicante de 2024

El Negro Lloma, también llamado Negro Yoma y en valenciano Negre Lloma, es un personaje popular de las ciudades españolas de Cartagena y Alicante.
En Cartagena también es conocido como el Negro del Muelle o Seneque y en Alicante su figura ha sido tradicionalmente muy reproducida por los artistas en ninots de las Hogueras de San Juan. En ambas ciudades levantinas su recuerdo ha dado origen a dichos populares y leyendas urbanas.

## Biografía
De los escritos de principios del siglo XX se resume que el Negro Lloma era un ayudante de cocina perteneciente a la tripulación de un barco petrolero llamado Tiflis que se incendió en 1914 en las proximidades del puerto de Alicante y que mientras el resto de la tripulación fue repatriada, el Negro Lloma se quedó en tierra y fue bien conocido por las gentes de la época. Según comentarios de alicantinos de aquellos tiempos, se trataba de una persona de gran constitución física y tez oscura.
Se dice del Negro Lloma que "llevaba muchos años pisando nuestras calles, silencioso, con lento caminar, vistiendo las ropas que le ofrecían y comiendo de la caridad ciudadana. Pese a que indudablemente alguna actividad habría practicado antes de su llegada, aquí nunca quiso iniciar trabajo estable, por mucho que se le instara a ello; prefirió seguir vagando hasta hacer famoso el dicho de És més gos que el Negre Lloma (en castellano: es más perro que el Negre Lloma)".
Jamás pedía, pero si se le ofrecían algunas monedas las tomaba y si alguna de ellas resbalaba de sus grandes manos él, fiel a su estoicismo, ni se molestaba en cogerla con tal de no agacharse. En un ejemplar del semanario El Tío Cuc, publicación satírica popular de la época y desaparecida en 1936, se podía leer: 

"El talento de las personas consiste en saber vivir y comer sin trabajar. Por ese motivo consideran a dicho personaje un talento extraordinario. No tiene trabajo, y asegura que como es negro el trabajo para él es una condena. Este Negre Lloma demuestra lo vago que puede llegar a ser, que no se agacha por nada del mundo. Le tiran una moneda y por no agacharse se de media vuelta y la deja en el suelo. Demuestra además su talento porque es un mendigo. Lleva siempre un par de zapatos o botas remendadas para vender, único negocio al que honradamente se dedica, y de cuando en cuando lleva algunas merluzas de mayor tamaño que las del Cantábrico. La procedencia del Negre Lloma no se ha podido saber, el dice que no sabe de donde viene ni como se llama, ni quien lo crio pero que se encuentra a gusto en esta "terreta". Lo que más le gusta es salir por las mañanas a pasear por la ciudad y de cuando en cuando entrar en alguna taberna para "refrescar" su conciencia. Su debilidad es el juego; le gusta jugar a los dados y a las chapas y a todo lo que sea verlo venir. En amores también tiene lo suyo. Cuando se tercia suelta piropos tropicales como por ejemplo este: 'Muquela coven (se entiende por mujer joven), estás para comerte'. Claro la mujer piensa que tiene hambre y le da todo lo que tiene... de sobra. En fin, la biografía de este tipo se haría interminable sino cortáramos. Quedémonos que es un hombre con talento; no trabaja por más que le pinchen".
Semanario El Tío Cuc. 1928

He aquí otra de las historias que se cuenta del Negro Lloma en Alicante, siempre, de Fernando Gil Sánchez (1982): 

"Le llamábamos el Negre Lloma sin saber porqué, ni cuándo le pusieron el grotesco nombre, ni en qué día de burla. Más apareció por las calles de Alicante como un circo de un sólo actor aplaudiéndose a sí mismo con sus grandes manos, desgastadas y palmiblancas. Con sus zapatones gigantes, rotos y desgastados. Con su raído costal de pita, al hombro. Con su figura monumental, más enorme por su negror. Con su sonrisa de lengua roja y dientes blanquísimos. Con su cabeza de anillado cabello, sucio y blanco de tierras. Con sus ademanes y movimientos cadenciosos como pasos de baile, como mágicos ritmos. Con sus pantalones guangos y su chaqueta siempre desabotonada y aleante. Con su idioma español de un acento tropical, lejano e incitante. Con su función maravillosa, espectacular, increíble e inocente. Con su botella de gasolina de la que tomaba sorbos, asombrándonos y los lanzaba en violento chorro sobre un algodón en llamas para apagarlo después dentro de su misma boca.

"El Negre Lloma" tomó bien pronto carta y se adueñó de la conversación, y en la voz popular quedó grabado y descrito en la graciosa frase: "Eres mes vago qu'el Negre Lloma". Y es que el pueblo, el artesano, el vendedor, el comprador, el pescador y el labriego, asiduos a su cotidiano y necesario trabajo, no pudieron vivir avenido solo a un espectáculo nimio y simple en el que los niños y los bobos iban y miraban extasiados".

## Escudo del Hércules CF
Fernando Sánchez Gil, junto con muchos aficionados del equipo herculano, aventuran que el busto del Negre Lloma es la silueta que, coronada de laureles, aparece en el escudo del Hércules Club de Fútbol. Lo cual resulta improbable al adoptar el Hércules CF el escudo del Club Natación Alicante (fundado éste en 1919) allá por los años 30 y tan sólo varía del mismo las siglas del CNA por HCF, todo lo demás permaneció idéntico muchos años después. Posiblemente fuera Casimiro de la Viña (fundador del Club Natación) el que diseñara el escudo en donde se muestra el busto de un deportista en actitud triunfal a semejanza de las antiguas pinturas griegas representadas en ánforas, donde era usual la técnica de pintar en negro los motivos de decoración, la mayoría haciendo referencia a los mitos, para que resaltaran sobre el fondo marrón del barro. Además, se constata que la efigie que aparece en el escudo del Hércules C.F. no corresponde al perfil morfológico de un varón afroamericano y, especialmente, como solían dibujarse en los años 20.

## Leyenda urbana
Las historias de este personaje son muy extensas y existe una, concretamente, que puede ser una de las primeras leyendas urbanas de las que se tiene noticia en la ciudad de Alicante. Cuentan que apareció muerto de hambre, frío o alcoholismo a las afueras de Alicante, en una cuneta del barrio de Vistahermosa, la madrugada del 20 de noviembre de 1936, casi al mismo tiempo que era fusilado el fundador de la Falange José Antonio Primo de Rivera en el otro lado de la ciudad.
Quiso el azar que los restos de los fusilados aquel día y los del Negre Lloma se mezclaran en la fosa común. Acabada la guerra, los mandos falangistas viajaron a Alicante a exhumar los restos de su líder, para darle sepultura digna. Y aquí empieza la leyenda, pues aunque las crónicas del momento dicen que los restos de José Antonio Primo de Rivera fueron perfectamente identificados, entre algunos se decía que los restos que cinco mil falangistas llevaron a hombros hasta Madrid, no eran otros que los del cocinero del petrolero Tiflis.

## Fallecimiento
Raúl Álvarez Antón, en su obra Recordar: un ramillete de acuarelas del Alicante de ayer, expone que el Negre Lloma "murió el día 31 de octubre del año 1936" a las 14 horas, lo que contrasta con la leyenda urbana de que fuera enterrado el 20 de noviembre. El diario El Luchador dio a conocer la noticia el día 5 de noviembre, asegurando que "víctima de una pulmonía fulminante ha fallecido en el hospital el Negre Lloma". El diario añadía: "Siempre distinguió a Alicante con su afecto, aunque pasaba largas temporadas fuera de ella, siempre al final regresaba y decía que no había ciudad como la nuestra." (...) Últimamente contrajo una pulmonía fulminante y víctima de ella ha fallecido días atrás en el Hospital provincial. Descanse en paz."

### Juan Mallol
Con el nombre de Juan Mallol se enterró al polémico Negre Lloma. A esta sorprendente noticia llegó el autor Raúl Álvarez tras su investigación en 1992 en el cementerio municipal de Alicante. Repasando el Registro General de Enterramientos, nada aparecía con el nombre de John Moore (el nombre real del Negre Lloma), y solo por deducciones y otros datos que poseía, y contando con la colaboración de "Paco" y Santiago López, funcionarios de la administración del cementerio, llega a la conclusión de que podría ser un tal Juan Mallol. Las iniciales coincidían con las de John Moore. Profundizando en ello, la licencia de enterramiento venía a despejar la incógnita. Sus datos "retrataban" al buscado. Dice: 

Habiéndose inscrito en este registro civil del Juzgado Municipal del Distrito Sur de esta ciudad, la defunción de Juan Mallol, natural de Norteamérica de 46 años de edad, que se halla domiciliado en Alicante, en el Hospital Civil, ocurrida ayer a las catorce horas a consecuencia de alcoholismo crónico, según certificación facultativa, se procederá a dar sepultura a su cadáver en este cementerio, transcurridas que sean las veinticuatro horas del fallecimiento. Alicante, 1º de noviembre de 1936. El juez.

El autor además afirma que no estuvo enterrado en la misma fosa que José Antonio Primo de Rivera. En la fosa común sí, pero cada uno en un cuadro. Mientras que Juan Mallol lo era en la fila 9, cuadro 4, días después José Antonio lo era en la fila 9, cuadro 5.

## Dichos populares
- "Más vago que el Negro Lloma" (en valenciano: "Més gos que el Negre Lloma"). Expresión popular en Alicante debido a su reputación de vago y de tener inclinaciones a la bebida.[7]
- "Eres más gandul que el Negro del Muelle" (expresión popular de Cartagena).[2]
- "Estàs més brut que el Negre Lloma" (en castellano: "Estás más sucio que el Negro Lloma").
- "Sembles el Negre Lloma"  (en castellano: "Pareces el Negro Lloma"). Si alguien era muy amante de la fiesta y muy alegre.

## Homenajes
Desde noviembre de 2016 el Negre Lloma da nombre a la antigua calle del Capitán Meca situada a las puertas del Ayuntamiento. De esta forma la corporación municipal alicantina ha querido rendir homenaje a este personaje. La placa fue colocada el 21 de diciembre de ese mismo año y retirada meses después al prosperar el recurso contra el cambio de calles franquistas presentado por el Partido Popular. 